# Lilit Teryan

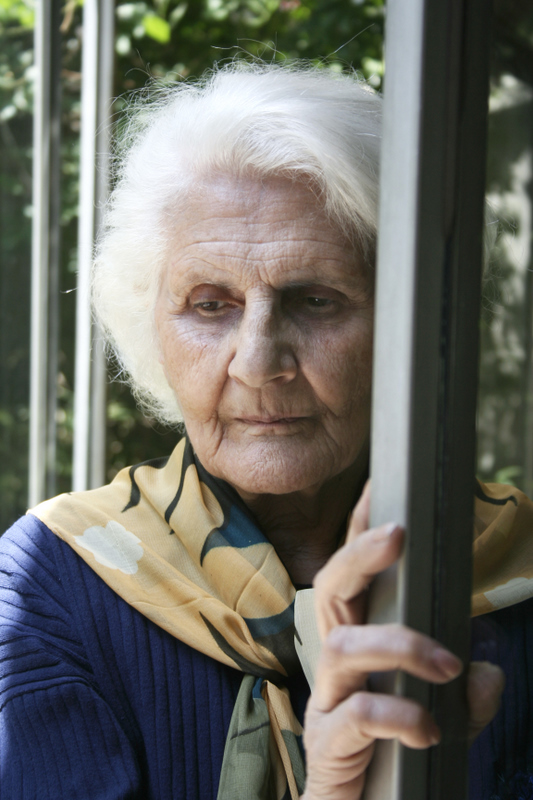
Lilit Teryan (2007)

Lilit Teryan (* 31. Dezember 1930 in Teheran; † 7. März 2019 ebenda) war eine iranische Bildhauerin und Hochschullehrerin. Sie wurde die „Mutter der modernen iranischen Skulptur“ genannt.

## Leben und Werk
Teryan war die Tochter armenischer Eltern; ihre Mutter hatte in Frankreich eine Künstlerausbildung erhalten und ihr Vater arbeitete für die Bank of Teheran. Sie studierte Malerei an der Fakultät für Bildende Kunst an der Universität Teheran und erwarb einen Bachelor of Arts. Danach absolvierte sie eine Kunstausbildung in Paris an der École nationale supérieure des beaux-arts de Paris, bis sie dort das Äquivalent eines Doktors der School of Fine Arts erhielt. 1961 kehrte sie nach Teheran zurück und begann eine Lehrtätigkeit an der Fakultät für dekorative Künste. Sie führte die moderne Skulptur in die akademischen Zentren im Iran ein und baute die Abteilung für Skulptur an der Fakultät auf.
Nach der Revolution wurde der Unterricht in Bildhauerei illegal und sie musste den Unterricht im Geheimen fortsetzen. Sie unterrichtete von 1978 bis 1992 Design und Skulptur an der Islamic Azad University. 2008 begann sie wieder an der Islamischen Azad-Universität Bildhauerei zu unterrichten. Sie unterrichtete 30 Jahre lang in verschiedenen akademischen Zentren im Iran.
Die Statue des armenischen Linguisten, Komponisten und Theologen des 4. und 5. Jahrhunderts, des Begründers des armenischen Alphabetes und Bibelübersetzers ins Armenische, Mesrop Maschtoz, auf dem Hof der Teheraner Kirche der Heiligen Übersetzer ist eines ihrer herausragenden Werke. Sie schuf auch eine Büste von einem iranisch-armenischen Revolutionsführer und einer führenden Figur in der Verfassungsrevolution des Iran, Yeprem Khan, die sich in der Kirche der Heiligen Muttergottes in Teheran befindet. 2007 ehrte sie das Museum für religiöse Künste Imam Ali in Teheran für ihre Lebensleistungen und sie nahm an der sechsten Biennale für urbane Skulpturen teil.